# Корейська добровольча армія
Корейська добровольча армія (кор.: хангиль: 조선의용군, ханча: 朝鮮義勇軍) — озброєне крило Чосонського альянсу незалежності, сформованого в 1942 році шляхом реорганізації північнокитайського відділення Добровольчого корпусу Чосону. Базуючись на горі Тайхан, вони вели збройну боротьбу проти японців до кінця Другої світової війни. Вони були розформовані, і багато з них були включені до Корейської народної армії. На момент заснування Корейської Народно-Демократичної Республіки вони називалися фракцією Яньань, але після Корейської війни до 1958 року вони були репресовані.

## Фон
У 1937 році Національна революційна партія Кореї, Авангардна ліга корейської молоді, Ліга національного визволення Кореї та Ліга корейських анархістів, які вели кампанію за незалежність Китаю після другої національно-комуністичної співпраці, провели спільну зустріч в Ухані, провінції Хубей і заснував Федерацію Корейського національного фронту. Добровольчий корпус Чосону був сформований як збройна сила під його керівництвом. Лідером Національно-революційної партії Чосон був Кім Вон Бон, який очолював діяльність Героїчного корпусу, а Альянс національного визволення Чосону був створений у 1936 році з Кім Саном та іншими як головною віссю. З іншого боку, на той час вже було близько 50 членів комуністичного Корпусу військової служби молоді Чосону на чолі з Чой Чан Іком, і вони також були реорганізовані в Корпус добровольців Чосону. Добровольчим корпусом Чосону, головнокомандувачем якого був Кім Вон Бон, керувала Китайська військова комісія на чолі з Чан Кайші, відповідно до націонал-комуністичного співробітництва
У червні 1938 року японські війська розпочали атаку на Ухань, поклавши початок битві за Ухань. Битва за Ухань стала першою великомасштабною битвою між Китаєм і Японією з часів співпраці між двома країнами. Коли війна стала несприятливою, Чан Кайші 24 жовтня наказав вивести Ухань, і Добровольча армія Чосону також відповідно вийшла. Після цього добровольчому корпусу Чосону не залишалося нічого іншого, як розійтися і переїхати в різні місця залежно від ситуації війни. У листопаді 1945 року 2000 Чосонської добровольчої армії, яка рушила в Маньчжурію, була розділена на загони 1, 3, 5 і 7 і розподілена по всій країні. Добровольча армія Чосон розширилася та реорганізувалася в 166-ту та 164-ту дивізії Народно-визвольної армії Китаю та незалежну 15-ту дивізію, оскільки вони вербували місцеву корейську молодь.

### Формування
У 1939 році в Яньані, Китай, була сформована Корейська добровольча армія (КДА). Двома особами, відповідальними за армію, були Кім Ту Бон і Му Чон. У той же час біля Яньань була заснована школа для підготовки військових і політичних лідерів майбутньої незалежної Кореї. До 1945 року КДА зросла приблизно до 1000 осіб, переважно корейських дезертирів з японської імператорської армії. У цей період КДА воювала разом з китайською комуністичною Північно-східною антияпонською об'єднаною армією, з якої вона черпала зброю та боєприпаси. Після поразки японців КДА супроводжувала сили Комуністичної партії Китаю в східний Цзілінь, маючи намір залучити новобранців з числа етнічних корейців у Китаї, зокрема з Яньбяня, а потім увійти в Корею.
Головнокомандувачем Корейського добровольчого корпусу був Кім Вон Бон, але після відступу з Уханя зони, розкидані в багатьох місцях, діяли самостійно. Уряд Гоміньдану надав Добровольчому корпусу Чосону таку роль, як допит полонених, але безпосередньої участі в битві не брав. У Корейському добровольчому корпусі виникло невдоволення нездатністю воювати. У 1939 році Кім Хак Му, заступник голови Корейського добровольчого корпусу, виступив на користь Північної Кореї у своїй політичній промові, сказавши: «Боротьба в тилу без стрілянини — це фальшива антияпонська боротьба». Відповідно до цього внутрішнього запиту Чой Чанг Ік очолив свій загін і створив Асоціацію молоді Північного Китаю Чосон із соціалістами Яньаня (китайський регіон), оплотом Комуністичної партії Китаю. Тим часом добровольчий корпус Чосону, який перебував під командуванням Китайської націоналістичної партії в регіоні Хубей, перемістився на гору Тайхан, базу основного підрозділу Комуністичної партії Китаю, побоюючись жертв через антикомунізм у Гоміньдані. У липні 1941 року обидві держави були реорганізовані в регіон Хвабук Добровольчої армії Чосону. Село Сангму в Дунйоцзіні, гора Тайхан, де була створена Північнокитайська зона Добровольчої армії Чосону, нині охороняється як історичне місце в Китаї. З іншого боку, Меморіальне товариство Героїчного корпусу вважає, що Кім Вон Бонг не зміг приєднатися до регіону Хвабук через перевірку Чхве Чхан Іка.
У північній частині Корейського медичного корпусу на горі Тайхан було 147 осіб, і головною місією була пропагандистська робота, але було кілька боїв з японською армією. Зокрема, битва під Хоцзячжуаном 12 грудня 1941 року була запеклою битвою, в якій 29 корейських добровольців билися проти близько 500 японських вояків. Офіційна газета Комуністичної партії Китаю 《Liberation Daily》 повідомляла про воєнну ситуацію і набула широкого розголосу.
У 1942 році, коли головний підрозділ Добровольчої армії Чосону у Чунціні було включено до Корейської визвольної армії, військового підрозділу Тимчасового уряду Республіки Корея, Асоціація молоді Чосону у Північному Китаї реорганізувалася в Альянс незалежності Чосону і обранла як президента Кіма Ду Бона. Кім Ду Бон був учнем Джу Сі Гьонга, а також активістом хангиля. Крім того, район Хвабук Корпусу добровольців Чосону був реорганізований у їх партійну армію, Добровольчу армію Чосону. На початку свого створення Чосонська добровольча армія була підрозділом із незалежним командуванням, але після 1943 року нею командував Палогун. З точки зору Корейського альянсу незалежності, створення Добровольчої армії Чосону було реалізацією бажання досягти незалежності шляхом збройного опору, але з точки зору Комуністичної партії Китаю це було однією з відповідей на Північно-східна антияпонська об'єднана армія, яка на той час діяла в Маньчжурії за підтримки Радянського Союзу. Крім того, спрацювала свідомість конкуренції проти Корейської визвольної армії, яка перебувала під впливом Гоміньдану.
Головнокомандувачем Добровольчої армії Чосону був Кім Му Чжон, який знаходився в Яньані, а командувачем району Північний Хвабук був Пак Хьосам. Після переїзду в Йонан наприкінці 1943 року, коли продовжувалася збройна боротьба з Японією, корейці, що їх оточували, вступали в армію, і кількість військ значно зросла. Добровольча армія Чосону готувала офіцерів, послідовно відкриваючи школу молодіжних військових і політичних офіцерів Чосону у вересні 1944 року, школу-філію Шаньдунської військово-політичної школи Чосону у жовтні та військово-політичну школу Янань Чосону у лютому 1945 року. Добровольча армія Чосону відправила загони в Шаньдун і Шеньсі в Хебеї з гори Тайхан як бази, і відправила членів в Хуачжун після формування Сінсагун.

## Діяльність

### Пропагандистська кампанія в Сунму
Головною місією Добровольчої армії Чосону була операція Сонму в регіоні Північний Хвабук. Вони писали плакати на будівлях у районах, окупованих японськими військовими, і розповсюджували листівки, написані трьома мовами: корейською, китайською та японською. Старий чоловік із провінції Хебей, який пам'ятає події того часу, повідомив про діяльність Добровольчої армії Чосону, сказавши: «Хоч ворог був за десятки хвилин, ми зробили все, що мали».

### Битва під Хуцзячжуаном
Битва під Хоцзячжуаном — битва з японською армією, яка відбулася, коли Добровольча армія Чосон все ще залишалася північною частиною Добровольчої армії Чосон. У грудні 1941 року в регіоні Північного Китаю проводилися дії, такі як Вонссі-хьон, Букьон і Ванцзячжуан, і спалені японські військові укріплення. 11 грудня в Сеононче вони зіткнулися з японськими військами, вступили в бій і продовжили свою діяльність без втрат.
Наступного дня, 12 грудня, 29 членів 2-го корпусу, які вели пропагандистську діяльність в районі Хуцзячжуан повіту Веньсі провінції Хебей, залишилися ночувати в селі і були оточені 500 японськими солдатами. У той час як член Пак ЧхольДон прорвав облогу і вирушив до округу Пало, щоб попросити підтримки, Кім Хакчхоль був поранений у ногу та заарештований. Члени 2-го загону прорвали оточення разом з 8-ю армією, яка після запеклого опору виступила на підтримку, і повернулися додому, продовжуючи битися з переслідуючою японською армією. 28 грудня відбулася ще одна битва в Сінтай, і в битві загинули Сон Іль Бон, Чой Чул Хо, Ван Хеон Соун і Пак Чул Дон, а капітан Кім Се Гванг, командир загону Чо Йоль — ґванґ і член Чан Рьє Шин були поранені. Тим часом японці зазнали 18 убитих і 32 поранених.
Заарештований Кім Хак Чхоль не був визнаний учасником війни, його судили за порушення «Закону про громадську безпеку», засудили до 10 років ув'язнення, ув'язнили у в'язниці Нагасакі та звільнили з нагоди 15 серпня. Чотири солдати, які загинули в битві під Хоцзячжуаном, були поховані в селі Хуанпейпін, і селяни доглядали за цими могилами, поки кладовище добровольців Чосону не було визнано історичним місцем. Після визнання історичним місцем у 2002 році тут встановлено пам'ятник. У 1993 році Сон Іль Бон і Чой Чхоль Хо були посмертно нагороджені Патріотичною медаллю ордена Національного ордена Республіки Корея.

### Битва на горі Тайхан
У лютому 1942 року японські війська розпочали атаку на гору Тайхан, намагаючись знищити антияпонських бойовиків у регіоні Хебей. У травні 41-ша дивізія японської армії повністю оточила гору Тайхан, і Восьма армія маршруту та Добровольча армія Чосону змушені були забезпечити відступ за відступом. У цьому бою загинув заступник начальника штабу 8-ї армії Цзоцюань (територія сьогодні називається повітом Цзоцюань), а також близько 10 членів армії Чосон Уійонг, у тому числі Юн Седжу та Цзінь Гван Хва, були вбиті. Після битви відбулися похорони Цзоцюань, Юнь Се Джу і Цзінь Гуан Гва, а командувач 8-ї армії маршруту Чжу Де прочитав панегірик.

### Битва при Цзіньсеобеї
13 листопада 1942 року армія Чосону Уйонг створила загін на північ від Чінсо, розташованого в горах Лур'ян, гірському масиві на захід від Шаньсі. Керівником загону був Кім Се Гванг, а організатором — Мьон Чел Мун. Загін Джінсобук, який кілька разів вступав у бойові дії з японською армією з моменту свого заснування, був оточений сотнями японських солдатів 14 квітня 1943 року, і Мьон Мьон Чхоль був убитий під час бою. Мьон Мен Чхоль, уродженець Чолланамдо, вступив до військової академії Хуанпу для антияпонської боротьби і продовжив працювати офіцером Добровольчої армії Чосону після приєднання до Корейського добровольчого корпусу в районі Гоміньдан у 1941 році.

## Після визволення
У серпні 1945 року Кім Ду Бон, який передбачив поразку японського імперіалізму, очолив чотири батальйони Добровольчої армії Чосону і попрямував до річки Ялу. Однак Японія беззастережно капітулювала ще до того, як вони перетнули кордон, і радянський військовий уряд роззброїв Добровольчу армію, не визнавши її. 11 серпня 1945 року Комуністична партія Китаю ввела Чосонську добровольчу армію в Маньчжурію. 2000 вояків Добровольчої армії Чосону, яка ввійшла в Маньчжурію в листопаді 1945 року, була розділена на зони 1, 3, 5 і 7 і розповсюджена по всій країні. Добровольча армія Чосону була розширена та реорганізована в 166-ту та 164-ту дивізії Народно-визвольної армії Китаю та незалежну 15-ту дивізію, яка набирала місцеву корейську молодь. Добровольча армія Чосону, яка перебувала під командуванням Восьмої армії Китаю з 1943 року, зросла з приблизно 140 солдатів за часів Кьонсона до понад 1000 солдатів у серпні 1945 року, коли закінчилася Друга світова війна.
Близько 100 командирів, у тому числі Кім Му Чжон, також увійшли до Кореї в грудні 1945 року як особи. Члени Добровольчої армії Чосону, у тому числі Кім Му Чжун, називалися Йонанпа і сформували велику політичну силу на перших днях створення Корейської Народно-Демократичної Республіки. Тим часом Добровольча армія Чосону, яка залишилася в Китаї, була втягнута в громадянську війну в Китаї. Члени армії, що залишилися в Яньані, переїхали до Маньчжурії за наказом Комуністичної партії Китаю і зібралися в Яньбяні, щоб захистити корейців. Дислокація Добровольчої армії Чосону у Яньбяні згодом стала передумовою для створення автономної держави для етнічних корейців. 17 грудня 1946 року сім батальйонів капітулювали перед Гоміньданом. Єдиним батальйоном, що залишився до кінця, був корейський батальйон. Операція з відокремлення корейців від Комуністичної партії Китаю була марною: «Вона ніби йде нам назустріч, але врешті-решт зраджує нас. Це справді хитрий і недовірливий народ. Жертви великі, а результати незначні».
У 1949 році 164-й (12 000 осіб на чолі з віце-командувачем Кім Чан Деком) і 166-й (10 000 чоловік на чолі з командиром дивізії Бан Хо Саном), організовані Добровольчою армією Чосону у складі Китайської народно-визвольної армії, були організовані та відправлені до Північної Кореї. Надсилали не лише їх, а й зброю та техніку (Китайська народно-визвольна армія 164-а дивізія, Корейська народна армія, 5-а дивізія, командир реорганізованої дивізії Кім Чан Деок, Китайська народна визвольна армія, 166-а дивізія, 6-а дивізія Корейської народної армії, командир реорганізованої дивізії Банг Хосан увійшов до Північної Кореї з липня по серпень 1949 р.).
Під керівництвом товаришів 15-та окрема дивізія Народно-визвольної армії Китаю (14 тис. осіб) на початку квітня 1950 року потягом прибула в Вонсан з Сінуюй і була переформована в 12-ту дивізію Народної армії (командувач Чон У). Крім того, приблизно від 55 000 до 60 000 військовослужбовців під керівництвом Добровольчої армії Чосону, таких як Шеньянські змішані війська, корейсько-китайські війська залізничного корпусу та студенти Цзіліньського відділення Північно-Східного військового урядового університету, були включені до Народної армії, і Військова міць Північної Кореї значно зросла. Отримавши заохочення «поїхати до Південної Кореї та знищити реакційні сили Синман Лі», він перетнув кордон і прибув до Північної Кореї (80 % усіх офіцерів були корейцями, які належали до Народно-визвольної армії Китаю). Після створення Корейської народної армії та громадянської війни в Кореї багато з них були включені до складу Народної армії. Фракція Йонан, яка була пов'язана з Добровольчою армією Чосону, була причетна до інциденту Секти Августа після Корейської війни та була ліквідована Кім Ір Сеном у 1958 році.